# Unirea (Alba)
Unirea (veraltet Vințu de Sus; deutsch Oberwinz, ungarisch Felvinc) ist eine rumänische Gemeinde im Kreis Alba in der Region Siebenbürgen. Gemeindesitz ist Unirea I.
Der Ort Unirea ist auch unter den veralteten rumänischen Bezeichnungen Felvinț und Vinț; den deutschen Ober-Weinsdorf und Winzendorf; den ungarischen Aranyosvinc und Vinc bekannt.

## Geographische Lage

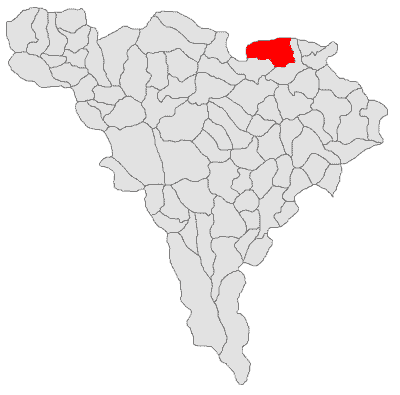
Lage der Gemeinde Unirea im Kreis Alba

Die Gemeinde Unirea liegt im Norden des Kreises Alba am gleichnamigen Bach Unirea – einem rechten Zufluss des Mureș (Mieresch) –, im Westen des Siebenbürgischen Beckens. Am Drum național 1 und der Bahnstrecke Alba Iulia–Târgu Mureș, befindet sich der Ort Unirea 4 Kilometer westlich von Ocna Mureș (Miereschhall); die Kreishauptstadt Alba Iulia (Karlsburg) liegt etwa 43 Kilometer südwestlich entfernt.

## Geschichte
Auf dem Territorium der Gemeinde Unirea, auf von den Einheimischen Valea Lichii und Cetatea Jidovilor (ung. Zsidóvár) genannten Arealen, befinden sich – nach Angaben von J. F. Niegebaur (1847 bzw. 1851) – archäologische Fundstätten, die auf eine Besiedlung in der Römerzeit hinweisen. Nach einem Bericht von J. Téglás (1913), verzweigte sich hier der Römerweg von Apulum (heute Alba Iulia) nach Potaissa (heute Turda), mit dem nach Brâncovenești, Kreis Mureș. Zahlreiche archäologische Funde deuten nach Berichten von H. Schroller (1933), M. Roska (1934), N. Fettich (1936) auf die Wietenberg-Kultur der Bronzezeit. 1914 wurden nach Angaben von M. Roska Funde von Nekropolen gemacht, welche in die Zeit der Völkerwanderung deuten.
Der von Ungarn gegründete Ort wurde 1219 erstmals unter der Bezeichnung terra Wynchy urkundlich erwähnt. 1441 vereinte sich der Ort mit Vereșmort – dem heutigen Unirea II (Rothberg) – wodurch Unirea entstand.
Im Mittelalter war der heutige Ort Unirea ein blühender Marktflecken und Hauptsitz des Szeklerstuhls Aranyos im Szeklerland. 1813 berichtete G. L. Marienburg, dass dieser „Marktflecken von adligen Szeklern, dann von Walachen und einigen Zigeunern“ bewohnt sei.
Das Dorf Unirea wurde 2005 – mit anderen 19 Ortschaften – als Sat european („Europäisches Dorf“) aus 212 Ortschaften landesweit ausgelost. Als Ergebnis konnte im Dorf ein Kinderspielplatz errichten werden.
Die Hauptbeschäftigung der Bevölkerung sind die Landwirtschaft und  Viehzucht.

## Bevölkerung
Die Bevölkerung der Gemeinde entwickelte sich wie folgt:
| 1850 | 4.541 | 3.146 | 1.084 | -  | 311            |
| 1910 | 6.234 | 4.029 | 1.898 | 28 | 279            |
| 1977 | 7.089 | 5.535 | 1.200 | 2  | 352            |
| 2002 | 5.506 | 4.096 | 660   | 2  | 748            |
| 2011 | 4.796 | 3.322 | 500   | 1  | 973            |
| 2021 | 4.497 | 3.144 | 363   | 2  | 988 (584 Roma) |

Die höchste Einwohnerzahl der heutigen Gemeinde wurde 1977 ermittelt, die der Rumänen (5.657) 1966, der Deutschen (28) 1910, der Ungarn (1.265) 1956 und die der Roma (747) 2002. Darüber hinaus bezeichnete sich 1890, 1900 und 1910 je ein Einwohner als Slowake, 1930 einer als Serbe und 1966 einer als Ukrainer.
Im Ort Unirea (I und II) selbst wurden 1850 1.057 Ungarn, 18 Rumänen und 123 Roma gezählt; ab 1880 (1.261) bis 1910 (1.775) wurden ca. neunmal so viele Ungarn wie Rumänen registriert. Ab 1920 (271) stieg der Anteil der rumänischen Bevölkerung bis 1930 (1.268) drastisch an. 2002 wurden im Ort Unirea 2.624 Rumänen, 654 Ungarn, ein Deutscher und 633 Roma gezählt.

## Sehenswürdigkeiten
- Die reformierte, die orthodoxe und die römisch-katholische-Kirche in Unirea.[9]
- Das Kloster Sfântul Dimitrie Izvorătorul de Mir des eingemeindeten Dorfes Dumbrava (ungarisch Dombró).[9]

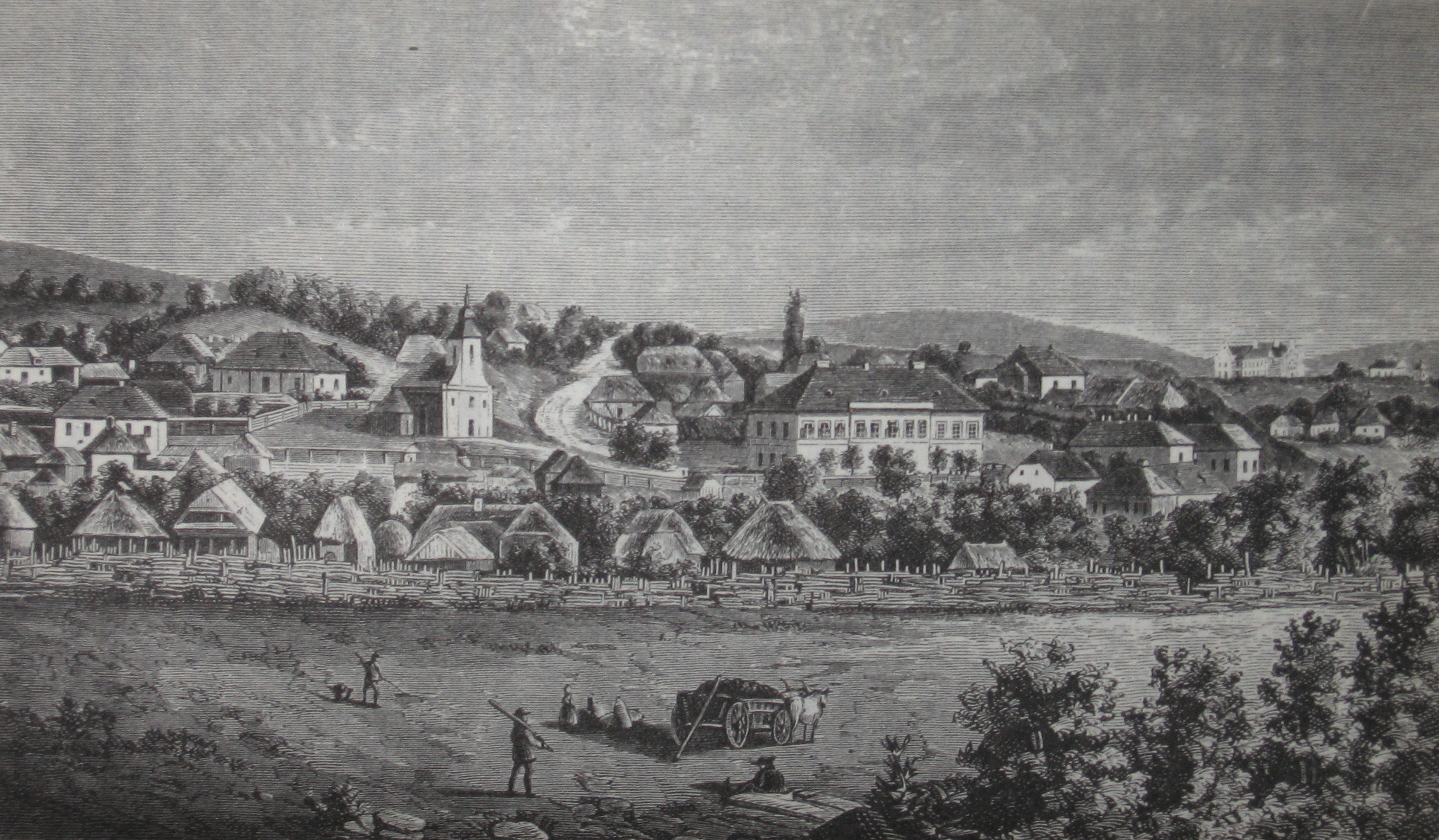
Unirea im 19. Jahrhundert
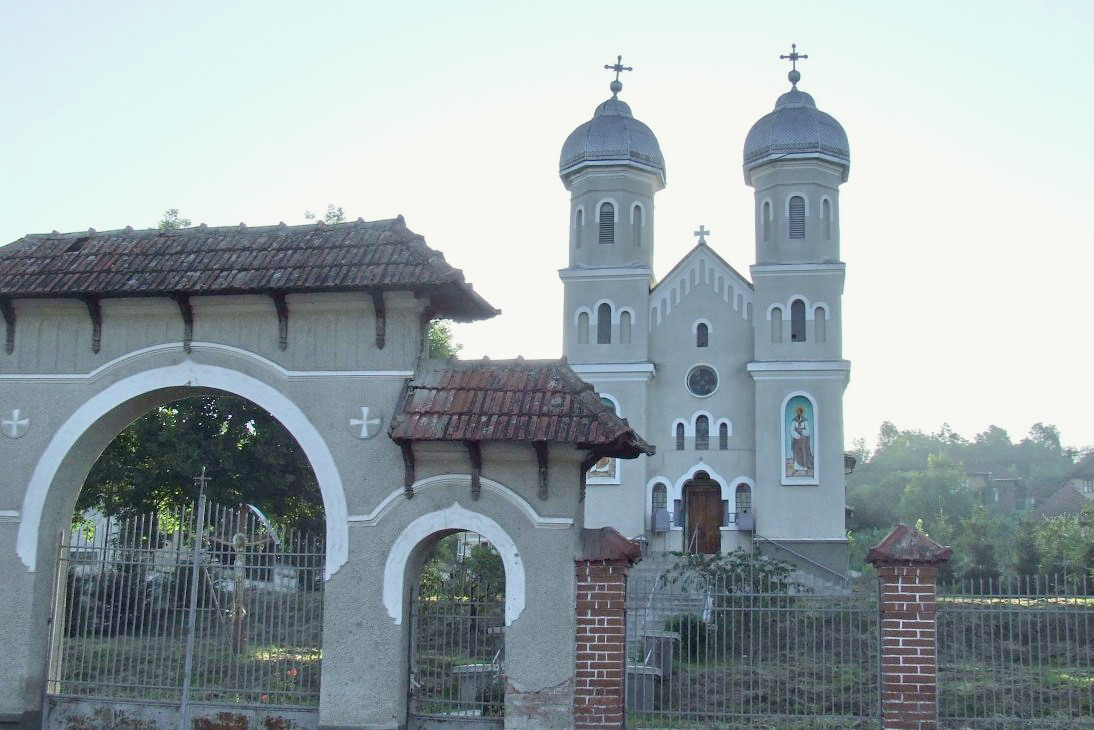
Orthodoxe Kirche in Unirea
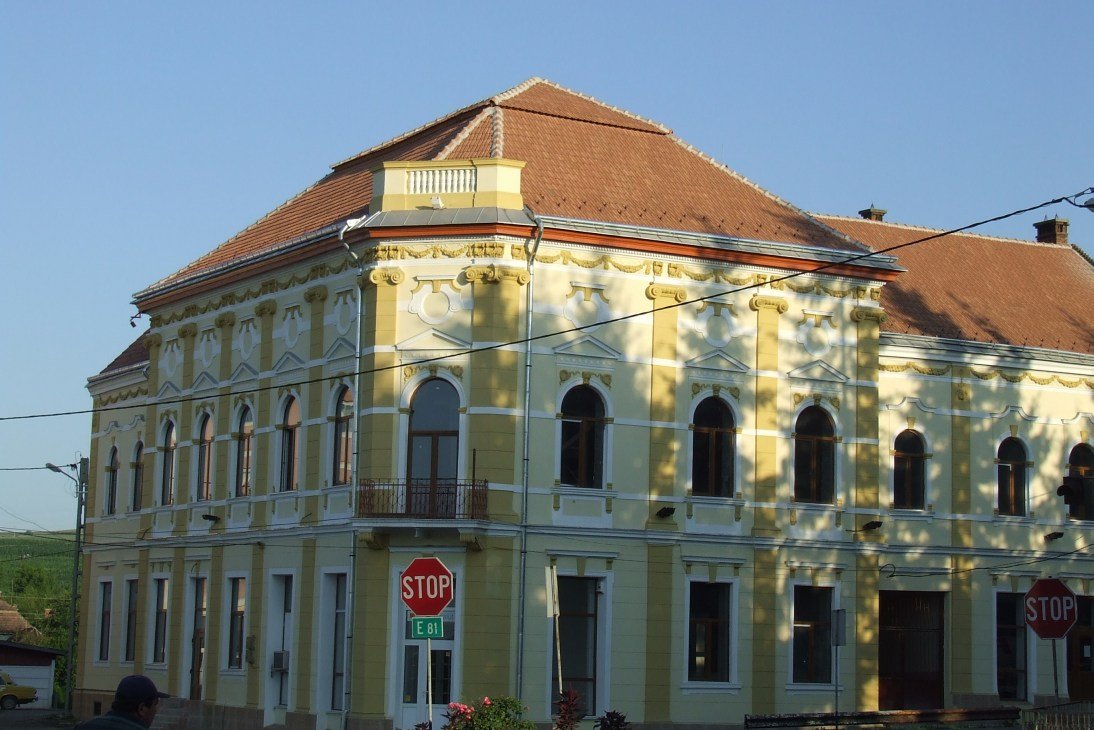
Kulturhaus von Unirea
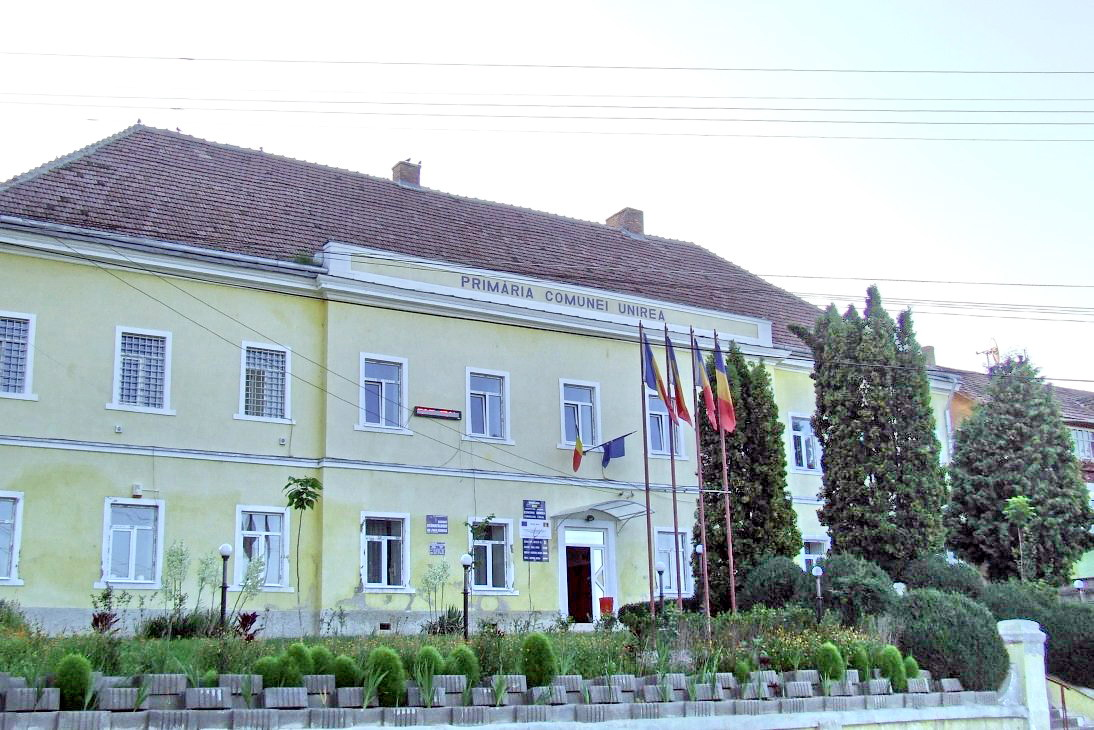
Rathaus von Unirea